# Наріль (гміна)
Гміна Наріль (пол. Gmina Narol) — місько-сільська гміна у східній Польщі. Належить до Любачівського повіту Підкарпатського воєводства.

## Історія
Гміна розташована на прадавніх етнічних українських теренах. Утворена 1 серпня 1934 року у складі Любачівського повіту Львівського воєводства з дотогочасної громади Наріль Місто.
У 1945—1947 роках корінне українське населення виселене в СРСР та на понімецькі землі. В ході повоєнних реформ до гміни приєднані інші села.

## Площа
Згідно з даними за 2007 рік площа гміни становила 203.58 км², у тому числі:
- орні землі: 39.00%
- ліси: 55.00%

Таким чином, площа гміни становить 15.56% площі повіту.

## Населення
Станом на 31 грудня 2011 у гміні проживало 8413 осіб.
Станом на 31 грудня 2011:
| Опис     | Загалом | Загалом | Чоловіки | Чоловіки | Жінки | Жінки |
| -------- | ------- | ------- | -------- | -------- | ----- | ----- |
| одиниця  | осіб    | %       | осіб     | %        | осіб  | %     |
| все      | 8413    | 100     | 4360     | 51.82    | 4053  | 48.18 |
| міське   | 2097    | 100     | 1071     | 51.07    | 1026  | 48.93 |
| сільське | 6316    | 100     | 3289     | 52.07    | 3027  | 47.93 |

## Населені пункти
- Андріївка (пол. Jędrzejówka (województwo podkarpackie))
- Беняшівка (пол. Bieniaszówka)
- Воля Велика (пол. Wola Wielka (powiat lubaczowski))
- Гута-Зломи (пол. Huta-Złomy)
- Гута-Рожанецька (пол. Huta Różaniecka)
- Дубини (пол. Dębiny (województwo podkarpackie))
- Зломи Руські (пол. Złomy Ruskie)
- Кадовбищі (пол. Kadłubiska (województwo podkarpackie))
- Лип'є (пол. Lipie (powiat lubaczowski))
- Липсько (пол. Lipsko (województwo podkarpackie))
- Лівча (пол. Łówcza)
- Лукавиця (пол. Łukawica)
- Наріль (пол. Narol)
- Наріль Село (пол. Narol-Wieś)
- Піла (пол. Piła (województwo podkarpackie))
- Плазів (пол. Płazów)
- Підлісина (пол. Podlesina)
- Руда Ружанецька (пол. Ruda Różaniecka)
- Стара Гута (пол. Stara Huta)
- Хлівищі (пол. Chlewiska (województwo podkarpackie))

## Сусідні гміни
Гміна Наріль межує з такими гмінами: Белжець, Горинець-Здруй, Любича-Королівська, Обша, Сусець, Томашів, Чесанів.